# Svínáir
Svínáir – wioska na wyspie Eysturoy, na Wyspach Owczych mająca 35 stałych mieszkańców (I 2015 r.). Kod pocztowy do wioski to FO 465. Svínáir założono w 1840 roku.